# رافائل کریولارو
رافائل شولر کریولارو (انگلیسی: Rafael Schuler Crivellaro؛ زادهٔ ۱۸ فوریهٔ ۱۹۸۹) بازیکن فوتبال اهل برزیل است.
از برخی باشگاه‌هایی که در آن بازی کرده‌است می‌توان به ویتوریا گیمارش، عجمان امارات و ویسوا کراکوف اشاره کرد.
وی همچنین سابقه عضویت در باشگاه سپاهان اصفهان را دارد.

## افتخارات
- ویتوریا گیمارش
  - جام حذفی پرتغال (۱): ۱۳–۲۰۱۲